# Незалежне
Незалежне — колишнє (1996—1997) селище в Україні, Криворізькому районі Дніпропетровської області.

## Географічне положення
Селище Незалежне знаходилося в кілометрі від села Чабанове Червоненської сільради, поруч з залізницею (платформа 93-й кілометр).

## Історія
За даними 1982 року в селищі, — відділенні радгоспу «Червоний Забійник», — мешкало 160 осіб.
У 1996 році населений пункт отримав статус селища і назву Незалежне на честь п'ятої річниці проголошення незалежності України.
Рішенням Дніпропетровської обласної ради від 18.11.1997 виключено з облікових даних.
У 1997 селище ліквідоване, включене до складу Довгинцівського району міста Кривий Ріг.